# Harry J. Flynn

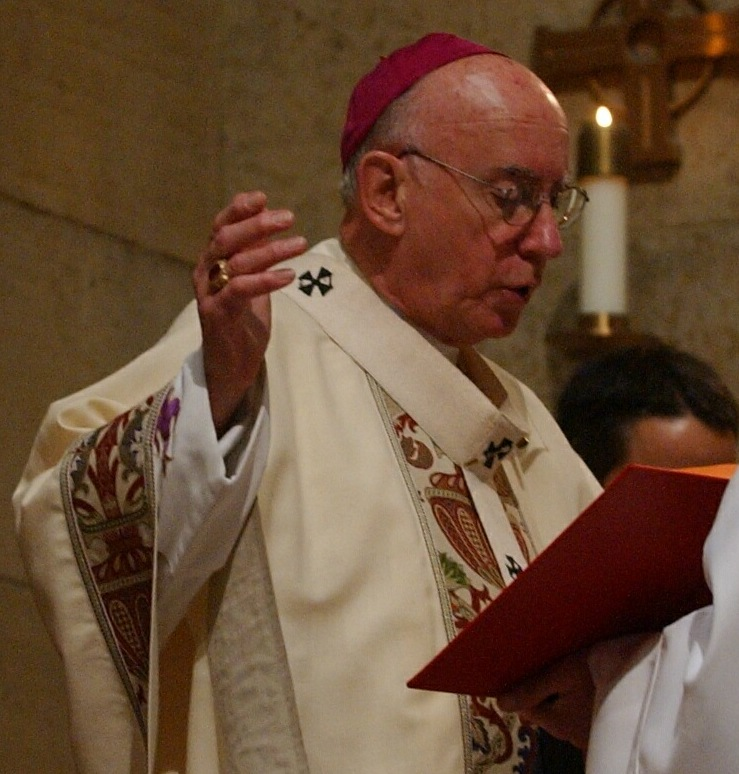
Harry J. Flynn (2009)

Harry Joseph Flynn (* 2. Mai 1933 in Schenectady, Bundesstaat New York; † 22. September 2019 in Saint Paul, Minnesota) war ein US-amerikanischer Geistlicher und römisch-katholischer Erzbischof von Saint Paul and Minneapolis.

## Leben
Harry J. Flynn trat nach seinem Master-Abschluss in Englisch am Siena College, Loudonville (NY), in das Mount Saint Mary-Priesterseminar in Emmitsburg, Maryland, ein. Er empfing am 28. Mai 1960 die Priesterweihe für das Bistum Albany. Nach Tätigkeit in der Seelsorge war er von 1965 bis 1979 Dekan, Vizerektor und Rektor des Mount Saint Mary-Priesterseminars.
Am 19. April 1986 wurde er von Papst Johannes Paul II. zum Koadjutorbischof im Bistum Lafayette bestellt. Die Bischofsweihe spendete ihm der Bischof von Albany, Howard James Hubbard, am 24. Juni 1986; Mitkonsekratoren waren Philip Hannan, Erzbischof von New Orleans, und Gerard Louis Frey, Bischof von Lafayette.
1987 wurde er durch Maximilien de Fürstenberg, Kardinal-Großmeister des Ritterordens vom Heiligen Grab zu Jerusalem, in den Päpstlichen Ritterorden aufgenommen. Am 13. Mai 1989 trat er die Nachfolge des am gleichen Tag zurückgetretenen Bischofs Frey an und wurde Bischof von Lafayette.
Papst Johannes Paul II. ernannte ihn am 22. Februar 1994 zum Koadjutorerzbischof im Erzbistum von Saint Paul and Minneapolis; die Amtseinführung fand am 24. April desselben Jahres statt. Mit dem Rücktritt John Robert Roachs am 8. September 1995 trat er dessen Nachfolge als Erzbischof von Saint Paul and Minneapolis an. Am 2. Mai 2008 nahm Papst Benedikt XVI. seinen altersbedingten Rücktritt an.
Flynn war bekannt für seinen Einsatz gegen Rassismus und die Verfolgung von Einwanderern. Als Vorsitzender leitete er das Ad-hoc-Komitee gegen sexuellen Missbrauch der US-Bischöfe.